# Skythen

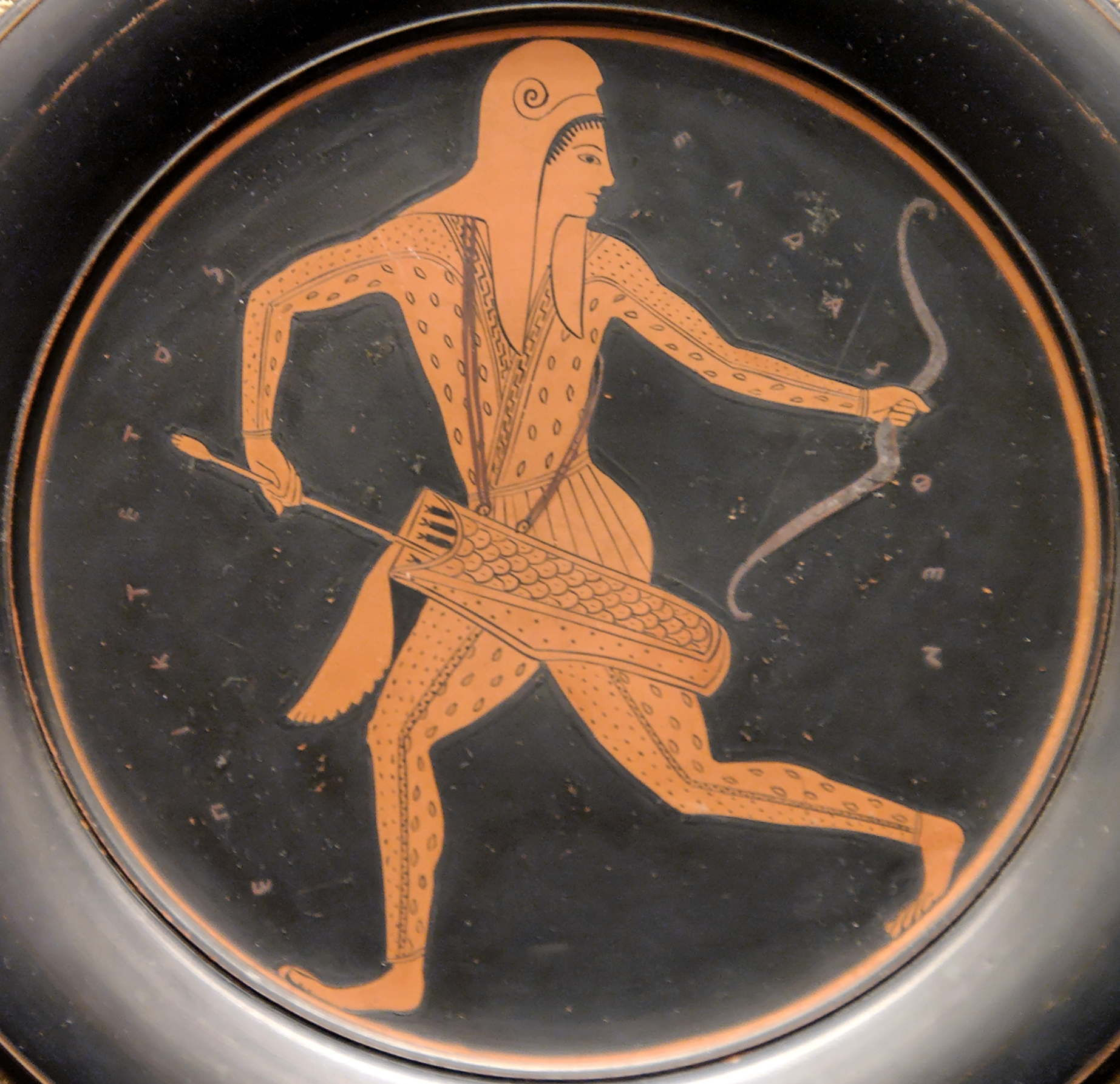
Skythischer Bogenschütze – rotfiguriger Deckel des griechischen Vasenmalers Epiktetos, ca. 520–500 v. Chr.

Als Skythen werden einige der Reiternomadenvölker bezeichnet, die ab etwa dem 8./7. Jahrhundert v. Chr. die eurasischen Steppen nördlich des Schwarzen Meeres im heutigen Südrussland und der Ukraine von der unteren Wolga und dem Kuban bis zum Dnister bewohnten. Sie wurden im 4./3. Jahrhundert v. Chr. von den kulturell nahestehenden Sarmaten, die sich als Stammesverband zuvor zwischen der unteren Wolga und der Südspitze des Urals gebildet hatten, unterworfen und assimiliert. Ein Teil flüchtete auf die Krim, wo noch bis ins 3. Jahrhundert n. Chr. skythische Stammesverbände lebten.
Die skythischen Nomaden der Schwarzmeersteppen im heutigen Südrussland und der Ukraine hinterließen keine bekannten schriftlichen Aufzeichnungen, von den späteren Krim-Skythen gibt es griechische Inschriften. Alles, was man über sie weiß, beruht auf Bodenfunden und antiken Quellen anderer Kulturen. Nach dem antiken griechischen Geschichtsschreiber Herodot nannte sich der herrschende Klan Skoloten; die Bezeichnung Skythen stammt aus griechischen Quellen, ist jedoch nicht griechisch. Ihre Sprache wird dem (alt-)nordost-iranischen Zweig der indogermanischen Sprachen zugerechnet.
Griechische und römische Quellen bezeichnen manchmal pauschal das gesamte Gebiet der kulturell und wohl auch sprachlich nahe verwandten Reiternomaden Osteuropas und Mittelasiens im 1. Jahrtausend v. Chr. als Skythien. Dort lebten unter anderem auch die Stammesverbände der Saken (vgl. auch die griechische Bezeichnung der nach Indien ausgewanderten Saken als „Indo-Skythen“), Sarmaten und Massageten. Von Saken und von dem sarmatischen Teilstamm der Alanen im Mittelalter sind Texte erhalten (vgl. Artikel dort). In der Archäologie wird dieser Kulturraum Skythiens im weiteren Sinne als „skythisch-sakischer Kulturraum“ oder „Skythisch-sakischer Horizont“ bezeichnet. Zu ihm zählen als älteste Kulturen (seit dem 9. Jahrhundert v. Chr.) auch einige archäologische Kulturen Südsibiriens wie die Tagar-Kultur (Minussinsker Becken), Pasyryk-Kultur (Altai), Aldy-Bel-Kultur (Tuwa) und die Tes-Stufe (Tuwa). Diese sind nicht aus Schriftquellen bekannt. Die sprachliche und ethnische Zugehörigkeit ihrer Träger ist unbekannt, aber ihre materielle Kultur ähnelt derjenigen der Skythen am Schwarzen Meer. Aufgrund des Alters dieser südsibirischen Kulturen, der archäologisch erforschten Ausbreitung dieser Kultur vom Osten in den Westen und Südwesten und Herodots Angaben, dass die Skythen aus dem Osten kamen, gehen Archäologen von einer Herkunft der Skythen, Saken und anderen aus dieser Region aus. Eine nach Osten abgewanderte Splittergruppe bildete die Ordos-Kultur.
Nach bisherigen archäologischen Erkenntnissen waren die Stammesverbände des skythisch-sakischen Kulturraums die ersten in der Geschichte der eurasischen Steppe, die (bis auf wenige Ausnahmen) auf jahreszeitlich genutzte feste Ansiedlungen mit bescheidenem Ackerbau verzichteten und zum ganzjährig nomadisierenden Leben als Reitervolk übergingen.
In der Spätantike und der folgenden Zeit haben griechischsprachige Geschichtsschreiber den Begriff „Skythen“ dann pauschal als ethnographische Bezeichnung für diverse Reitervölker benutzt.

## Historische Verwendung des Namens
Ab dem 3. Jahrhundert v. Chr. teilten die Griechen die Völker im Norden in zwei Gruppen ein: Kelten westlich des Rheins und Skythen östlich des Rheins, insbesondere nördlich des Schwarzen Meeres. Der Begriff Skythen diente später also meist nur als grober Oberbegriff für eine große Anzahl verschiedener „barbarischer“ Völker.
Die Verwendung des Begriffs Germanen für die östlich des Rheins siedelnden Stämme ist erstmals vom griechischen Geschichtsschreiber Poseidonios um das Jahr 80 v. Chr. überliefert. Als Kelten wurden pauschal die westlich des Rheins lebenden Stämme bezeichnet. Endgültig eingeführt wurde dieses Schema von Gaius Iulius Caesar. Als Tacitus seine Germania schrieb, war dies eine als neu bekannte, aber bereits übliche Bezeichnung. Damit war nun eine Dreiteilung der Völker des Nordens und Ostens in Kelten, Germanen und Skythen üblich. Die obigen Einteilungen sind nach heutigem Kenntnisstand und modernen Anforderungen „falsch“ oder zumindest ungenau.
Im 3. Jahrhundert n. Chr. (etwa von Dexippos) sowie zur Zeit der Völkerwanderung (spätes 4. bis spätes 6. Jahrhundert) wurden alle Völker am Nordrand des Schwarzen Meeres von den klassizistisch orientierten Geschichtsschreibern als Skythen bezeichnet, etwa die Goten und später die Hunnen. Beispiele sind unter anderem Ammianus Marcellinus (20,8,1) oder die Berichte des Geschichtsschreibers Jordanes. Wie später Hunnen war das Wort zu einer allgemeinen Bezeichnung steppennomadischer Völker geworden. Für Jordanes grenzte Skythien an Germanien, es erstreckte sich vom Ister (der unteren Donau) bis an den Tyras (Dnister), Danaster (Donez) und Vagosola und bis zum Kaukasus und zum Araxes, einem Nebenfluss der Kura in der südlichen Kaukasusregion. Im Osten grenzte es an das Land der Seren (Kaspisches Meer), im Norden an der Weichsel an jenes der Germanen. Im Skythenland lägen die Riphäischen Berge (Ural), die Asien und Europa trennen, und die Städte Borysthenes, Olbia, Kallipodia, Chesona, Theodosia, Kareon, Myrmikon und Trapezunt, „welche die wilden Skythenvölker von den Griechen gründen ließen, damit sie Handel mit ihnen treiben konnten“. Auch in vielen byzantinischen Geschichtswerken, die in der klassizistischen Tradition standen, wurden fremde Völker an der Donau als Skythen bezeichnet. Walter Pohl hat dies folgendermaßen zusammengefasst: „Für alle europäischen Steppenvölker des ersten nachchristlichen Jahrtausends ist der pauschale Gebrauch des Namens ‹Skythen› bezeugt, der zu einer ethnographischen Kategorie geworden war.“
Herodot berichtet, dass die Skythen von den Persern Saken genannt wurden. Wie im spätantiken und im mittelalterlichen Europa war bei den Persern Skythe/Sake oft einfach eine allgemeine Bezeichnung für jeden Steppenbewohner (siehe dazu Ethnogenese, Reitervölker). Altpersische Inschriften aus dem 6. Jahrhundert nennen drei Gruppen der Saka: die Saken jenseits des Meeres (Saka tayai paradraya), die spitzmützigen Saken (Saka tigraxauda) und die amyrgischen Saken (Saka haumavarga). Zumindest die amyrgischen Saken sind als Hauma bzw. soma-trinkende Indoarier auch in Indien bekannt. Hier ist wohl nur von den östlich des Tigris lebenden Skythen die Rede, die in dieser Zeit stark östlich des Kaspischen Meeres, nach weithin verbreiteten, durch die spärlichen Quellen aber nicht direkt zu bestätigende Forscherhypothesen etwa im Dreieck zwischen Taschkent, Duschanbe und Samarkand, vielleicht auch bis Merw lokalisiert werden und später in Nordindien präsent waren, was durch Tausende von Kurganen (Grabhügel) dieser Epoche auch sehr gut belegt ist. Im engeren Sinn bezeichnet dieser Name Stämme der Saken, deren Siedlungsgebiete gemeinsam mit den spitzhütigen Saken hauptsächlich von dieser Region bis in die Kasachensteppe lagen und wahrscheinlich aus östlicheren Steppengebieten in diese Region kamen.

## Schriftliche Zeugnisse

### Assyrische Quellen
Die Skythen tauchen in den assyrischen Quellen erstmals unter Sargon II. auf. Zur Zeit Asarhaddons (680–669 v. Chr.) verbündeten sie sich unter Išpakai mit dem Mannäer-Reich am Urmiasee und griffen die Assyrer an. Unter einem gewissen Bartatua/Partatua treten die Skythen als Verbündete der Assyrer auf, vielleicht wegen einer Heirat mit einer Tochter Assurhaddons.
Kimmerer und Skythen werden in den assyrischen Quellen oft als umnan-manda zusammengefasst, was jedoch ebenfalls eine recht ungenaue Bezeichnung darstellt, die sich generell auf Bergvölker bezieht. Ähnliche Bezeichnungen sind bereits von Akkadern in Zusammenhang mit älteren erwähnten Bergvölkern unbekannter Herkunft genannt worden.

### Bibel
Das Königreich Aschkenas, das in Jeremia 51,27  zusammen mit Ararat (Urartäisches Reich), Minni (Mannäer) zu einem Angriff auf Babylon aufgefordert wird, wird meist als skythisch identifiziert. Der entsprechende Text dürfte nach 594 v. Chr. formuliert worden sein. Die Form Aschkenas beruht auf einer Verwechslung, die auf die Ähnlichkeit der hebräischen Zeichen Waw (für „u“) und Nun zurückgeht. Die ursprünglich assyrische Form war (A)sch-ku-zaa oder (I)sch-ku-zaa, soll (aufgrund von skythischen Gräbern) dem griechischen Skythai entsprechen.
In der Völkertafel der Genesis (Gen 10,3) taucht Aschkenas als Kind Gomers, Sohn des Jafet, auf. Gomer wird mit den Kimmerern gleichgesetzt, wobei sich die Völkertafel weitestgehend auf das 1. bis 3. Jahrhundert v. Chr. bezieht. Ältere Vorstellungen entstammen wohl aus Babylonisch-assyrischen Bibliotheken während des Babylonischen Exils. Kolosser 3,11  erwähnt die Skythen (Σκύθης) um das Jahr 60 n. Chr. und unterscheidet sie von anderen nichtgriechischen Völkern (βάρβαροι).

### Griechische und römische Quellen

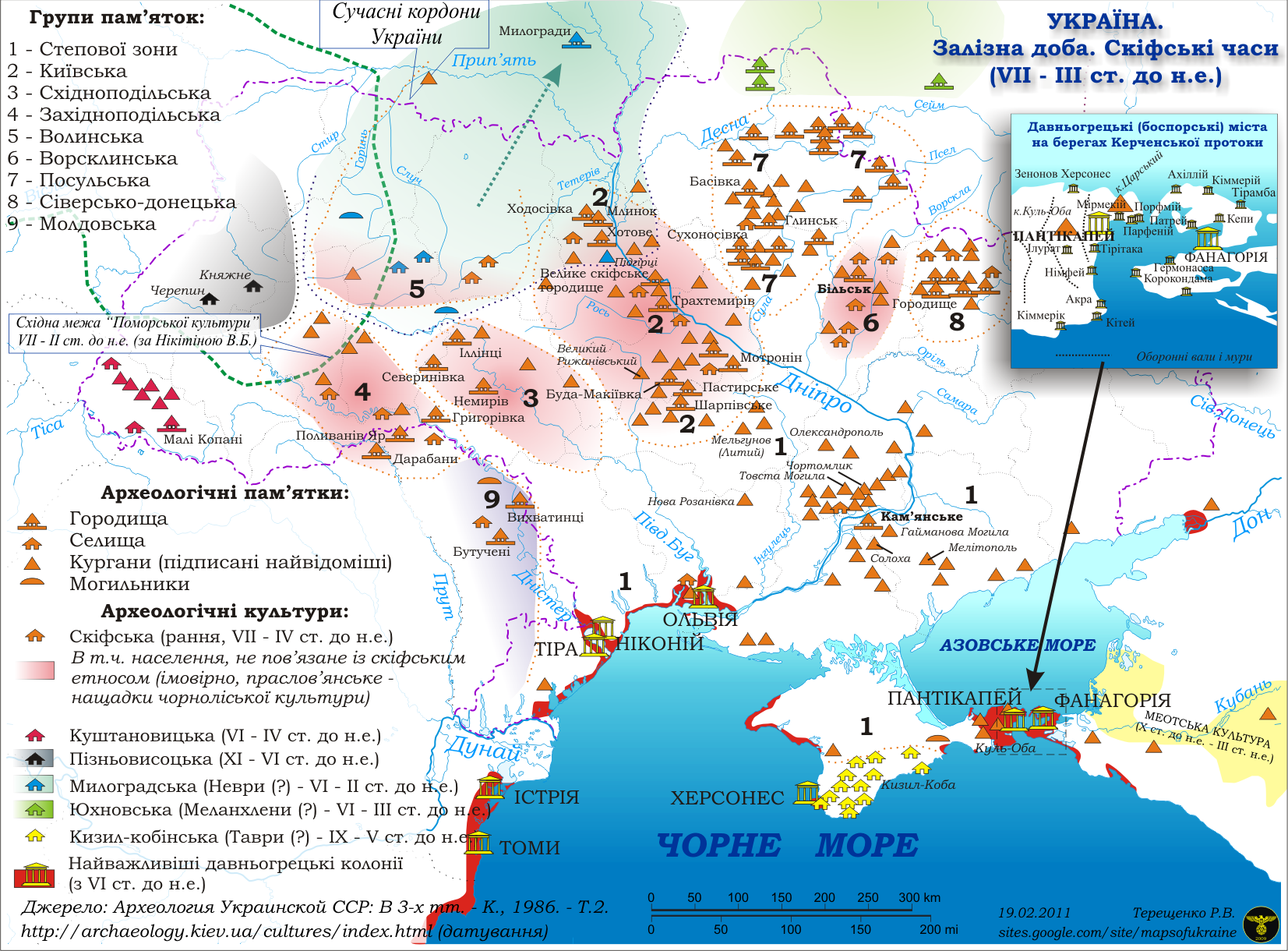
Skythische Fundplätze (braune Symbole) mit Grabhügeln (Dreiecke), Dörfern (Haussymbole), größeren befestigten Siedlungen (Haussymbole mit Plattform) und anderen Hügeln (flachrunde Hügelsymbole) im Gebiet der heutigen Ukraine 7.–3. Jahrhundert v. Chr. Die Funde gehen nach Osten weiter. Nach archäologischen Forschungen siedelten sich die ursprünglich nomadischen Skythen in nördlichen Waldgebieten und Flusstälern an.

Der griechische Historiker Herodot beschrieb die Skythen detailliert. Danach gab es vier Hauptabteilungen der Skythen: die Aucheten, Nachkommen von Leipoxais, dem ältesten Sohn des Gründerheros Targitaos; die Katairen und Traspier, Nachkommen des mittleren Sohnes Arpoxais; und die Paralaten oder königlichen Skythen, Nachkommen des jüngsten Sohnes Kolaxais. Dieser Name taucht auch bei Alkman von Lesbos (7. Jahrhundert v. Chr.) und Valerius Balba (70–96 v. Chr.) auf. Alle diese Abkömmlinge zusammen würden sich Skoloten nennen, die Griechen nannten sie Skythen.
Wenige Seiten weiter beschreibt Herodot eine weitere Aufteilung der Skythen nach der Wirtschaftsweise. Ackerbau treibende Skythen wohnten danach im Lande Hyläa (von griech. ὕλη, hýlē, ‚Wald‘, vermutlich ‚Berghochwald‘) zwischen Borysthenes (Dnepr) und Hypanis (Südlicher Bug), bis zum Fluss Pantikapes und elf Tagesreisen nach Norden. Sie nannten sich selbst Olbiopoliten (Olbia Polis). Östlich der Olbiopoliten beginnt die Steppe, hier lebten nomadische Skythen am Gerrhus (das Flüsschen Molotschna sowie dem größeren Tokmak, die heutige Bezeichnung des Oberlaufes der Molotschna). Wiederum östlich davon (gemeint ist östlich des Asowschen Meeres) lebten die königlichen Skythen, „die alle anderen Skythen für ihre Sklaven halten“ und am zahlreichsten waren. Ihr Siedlungsgebiet reichte bis an die Krim und den Tanais (Don). Östlich von ihnen siedeln die Sauromaten, nördlich davon die Melanchlänen, so benannt nach ihren schwarzen Mänteln, beides nach Herodot keine skythischen Stämme, obwohl die Melanchlänen skythische Sitten angenommen hatten.
Herodot gibt zahlreiche Berichte über die Entstehung der Skythen wieder. In einem davon, der vermutlich auf Hekataios von Milet und Aristeas von Prokonnesos zurückgeht, heißt es, die Skythen seien von den Massageten bedrängt worden und daraufhin über den Araxes (Aras) in das Land der Kimmerer eingefallen, die vor ihnen nach Asien flohen. Als Beleg führt Herodot zahlreiche Ortsnamen im Skythenland an, die auf die Kimmerer hinweisen.
Ob die in der Ilias auftretenden „trefflichen Hippemolgen, dürftig, von Milch genährt“ Kimmerer, Skythen oder einen anderen Stamm der nördlichen Schwarzmeerküste bezeichnen sollen, ist umstritten. Diese Stelle gilt manchen Forschern als die erste schriftliche Erwähnung der Skythen. Vermutlich sind damit pauschal geschickte Reitervölker gemeint.

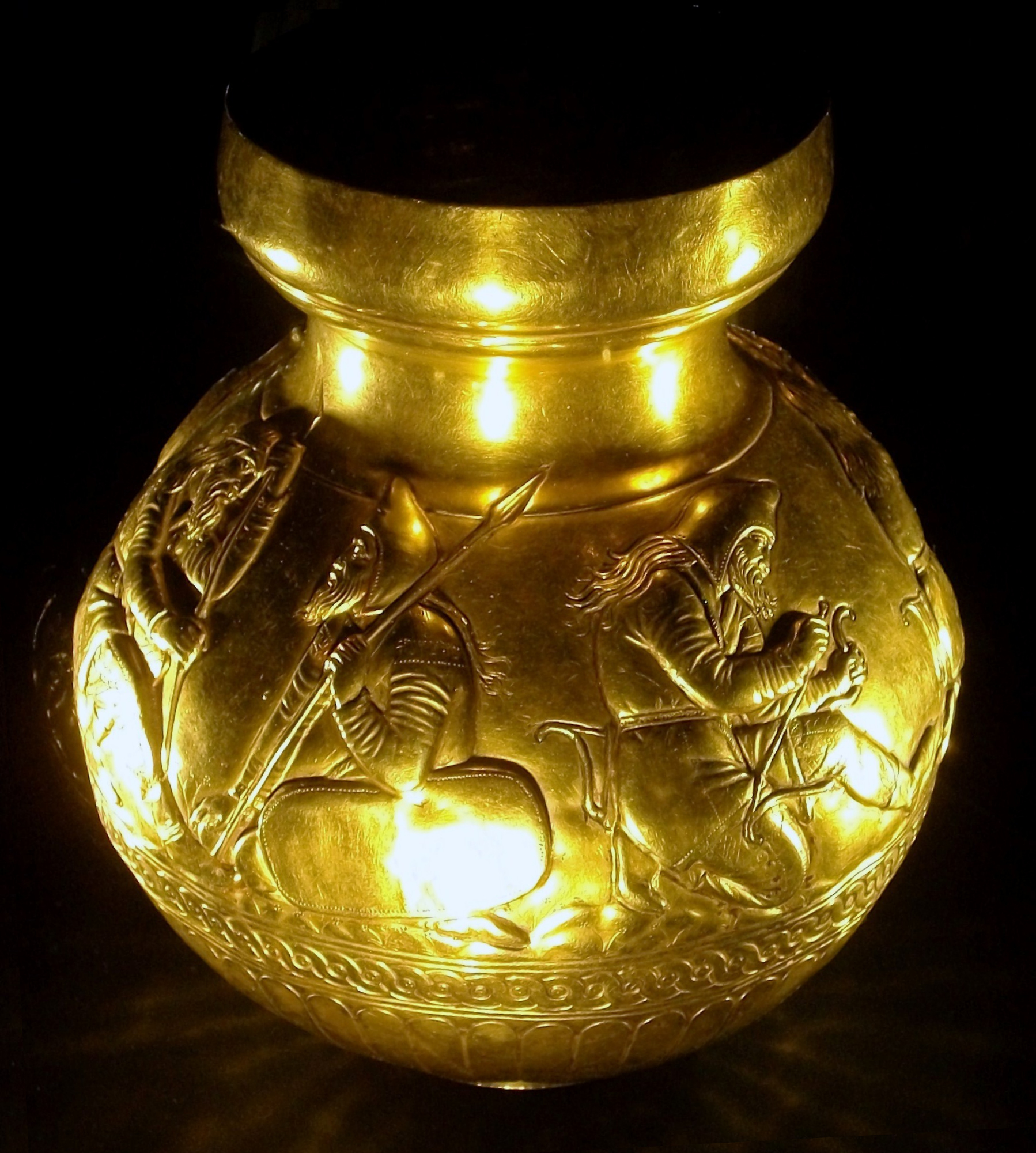
Skythische Krieger; Relief auf einem Elektron-Becher aus dem Kurgan von Kul-Oba (Krim), 400–350 v. Chr. (Eremitage, St. Petersburg)

Nach Diodor wurde Skythes, der eponyme Heros der Skythen und König von Hylaia (am Borysthenes), ein Sohn des Zeus und einer schlangenfüßigen Göttin namens Echidna, am Tanais geboren. Seine Brüder sind Agathyrsos (vermutlich der sarmatische Stamm der Agathyrsen) und Gelonos (eventuell die Geten).
Das Werk des Hellanikos von Lesbos über die Skythen ist nur in wenigen Fragmenten überliefert. Auch Hippokrates von Kos, Aischylos (Der gefesselte Prometheus), Sophokles, Euripides (Iphigenie bei den Taurern, Rhesos), Pindar, Thukydides, Theopompos und Aristophanes überliefern einige Details über die Lebensweise und die Wohnsitze der Skythen und Sauromaten.
In den griechischen Quellen der klassischen Zeit werden die Skythen als typische Barbaren beschrieben, die gebrochenes Attisch sprachen und seltsame Beinkleider (Hosen) trugen. Wein unverdünnt zu trinken wurde geradezu als Trinken auf skythische Art bezeichnet und auch den Germanen nachgesagt. Der Spartanerkönig Kleomenes übernahm diese „Unsitte“ von den Skythen und starb daraufhin im Delirium. Daraufhin soll die Wortschöpfung ἐπισκυθίζειν (= un- oder wenig verdünnten Wein trinken) entstanden sein. Nicht nur skythische Männer, sondern auch die Frauen sollen unverdünnten Wein getrunken und das Vergießen von Wein auf ihre Kleidung für einen vortrefflichen Brauch gehalten haben.
Arrian unterschied asiatische (Abier) und europäische Skythen, letztere nannte er das zahlreichste aller europäischen Völker. Die Abier bzw. Abioi kommen bereits in der Ilias vor (13,6), wo sie als gerechteste aller Erdenbewohner gerühmt wurden. Fraglich ist jedoch, ob Homer damit auch wirklich Skythen gemeint hat.
Quintus Curtius Rufus (7,7,1) nannte den Tanais als Grenzfluss zwischen den europäischen Skythen und Baktrien wie auch zwischen Europa und Asien. Dies erklärt sich daraus, dass einige antike Geographen den Amudarja für den Oberlauf des Tanais (Don) hielten und Asien in ihrer Vorstellung relativ kurz war. Von der wahren Ausdehnung Asiens hatten sie keinerlei Vorstellung. Diese Vorstellung der Welt hielt sich bis ins späte Mittelalter. Rufus sah daher die Skythen als Teil der Sarmaten an. Ihre Siedlungsgebiete lägen „unweit von Thrakien“, von der Waldgegend jenseits der Ister (Donau) bis nach Baktrien. Die damalige Vorstellungswelt kannte schlichtweg keine weiteren Völker Asiens. Rufus lobte die Skythen als nicht so roh und ungebildet wie die übrigen Barbaren, einige von ihnen seien „sogar für die Lehren der Weisheit empfänglich, soweit diese für ein immer unter den Waffen befindliches Volk fassbar sind“ (7,8,10).
Strabon unterschied Skythen und Sauromaten nicht, gilt aber ansonsten als wichtige Quelle. Unter den griechischen und römischen Autoren finden sich auch bei Plinius dem Älteren, Orosius, Lukian von Samosata, Horaz und Dion Chrysostomos Angaben über die Skythen.
In Athen dienten skythische Sklaven zwischen der Mitte des 5. Jahrhunderts und dem 4. Jahrhundert v. Chr. als bewaffnete Schutztruppe (Toxotai/Speusinoi), wie aus einer Rede von Andokides Über den Frieden mit den Lakedaimonern (391 v. Chr.) bekannt ist. Das polizeiähnliche Korps bestand aus 300, später 1000 Bogenschützen und war erst auf der Agora, später auf dem Areopag stationiert. Sie unterstanden dem Rat der 500 und sorgten primär für deren Sicherheit sowie für die Ordnung der Volksversammlungen und Gerichtsverhandlungen. Vermutlich wurden sie auch zur Unterstützung des Beamtenkollegiums der Elf eingesetzt. Zu deren Zuständigkeitsbereich gehörte die Aufsicht über das Staatsgefängnis und die Hinrichtung von geständigen oder auf frischer Tat betroffenen Verbrechern (kakourgoi). Die so verwendeten Skythen tauchen auch in den Komödien des Aristophanes auf, genauer in Die Acharner (425 v. Chr.), Die Ritter (424), Thesmophoriazusen (411) und schließlich Lysistrata (411) aus dem gleichen Jahr. Wahrscheinlich wurde die Einheit um 390 v. Chr. aus Kostengründen aufgelöst.
Wie Frolov (2000) ausführt, gab es in Athen neben den Staatssklaven der Schutzeinheit auch skythische Sklaven in Privatbesitz.

### Mittelalterliche Quellen
In den mittelalterlichen mappae mundi (Weltkarten) des 10. bis 13. Jahrhunderts (beispielsweise Hereford-Karte, Ebstorfer Weltkarte) wurden die Skythen auf dem Gebiet der Kiewer Rus, westlich des Tanais (Don) eingezeichnet, wobei die Sarmaten zwischen Germanien und Skythien liegen. Dieses Skythien liegt nördlich des Schwarzen Meeres zwischen der unteren Donau und reicht bis zum Don. Eingezeichnet wurden dabei auch drei Bezeichnungen; Scitotauri (Königsskythen) in der Region Kiev, Scirhans (Skiren) südwestlich davon sowie in Chesona. Östlich des Don zeichnete man gewöhnlich Gog und Magog in ihrem Gefängnis, der Alexanderburg, ein. Dahinter liegt das Land der Greife, das gemäß dieser Vorstellung nicht größer als Thrakien war. Über die Völker jenseits des Tanais (Don) hatten die Kartenzeichner keine genaue Vorstellung; auch ist zu beachten, dass die Darstellung dieser Karten mehr von der Theologie als von geographischen Erkenntnissen geprägt war. Unmittelbar danach schließen Baktrien, China und Indien an. Mit Asien wird der Orient von Anatolien bis Indien bezeichnet. Die in Asien tatsächlich im Mittelalter ansässigen Völker (Chasaren, Petschenegen, Kumanen und Wolgabulgaren) waren zumindest im östlichen Europa bereits wohlbekannt. Die mittelalterlichen Karten orientieren sich in ihrem Aufbau an Karten oder Beschreibungen des antiken Geographen, Mathematikers und Philosophen Claudius Ptolemäus im 2. Jahrhundert, wobei Jerusalem nun in das Zentrum der Welt rückte. Weiter ergänzt wurden die Karten durch die mittelalterlichen Alexanderromane. Dies widerspricht der heute gängigen Sicht auf die Skythen, entspricht jedoch der Wortwahl des Mittelalters, in der auch Wikinger, Germanen, Slawen und Sarmaten als Skythen definiert wurden. In den ersten Mappae Mundi wurde die Welt des Ptolemaios einfach mit dem Wissen des Mittelalters erweitert.

## Archäologische Funde

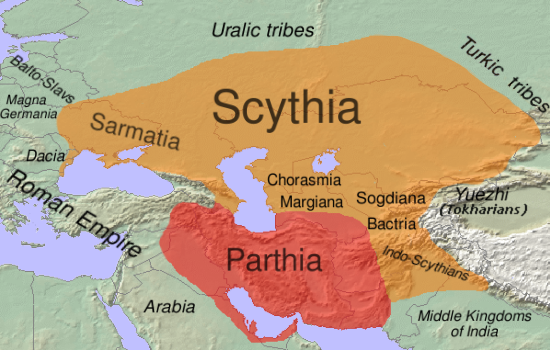
Skythien im weiteren, allgemeinen Sinne, 100 v. Chr.

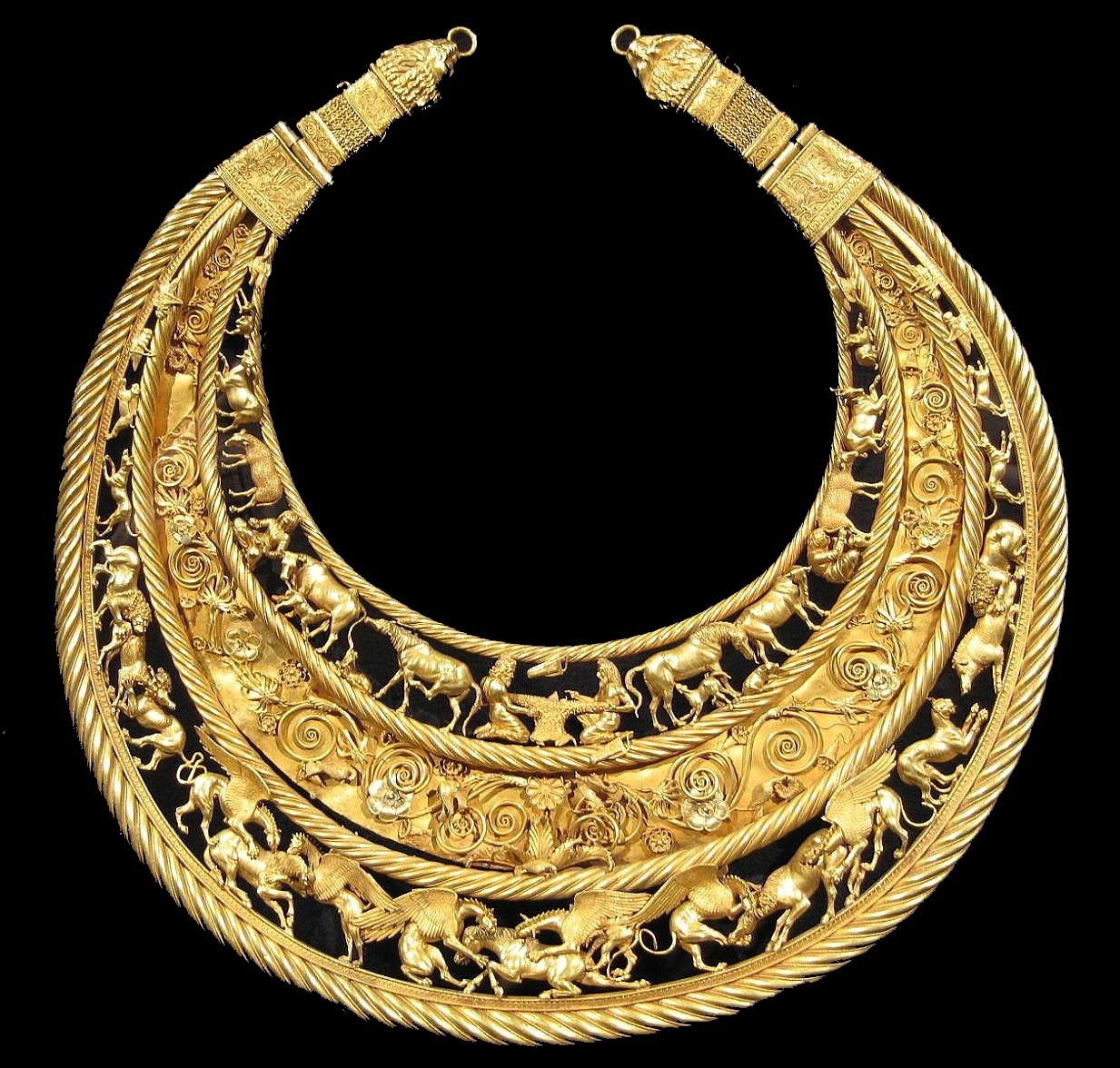
Beispiel des skythischen Tierstils: Gold-Pektorale aus dem Towsta-Kurgan bei Nikopol/ Zentralukraine

Funde von der ersten Hälfte des 7. Jahrhunderts und dem späten 4. Jahrhundert v. Chr. aus dem nördlichen Schwarzmeergebiet werden wegen der Angaben Herodots in der Archäologie als skythisch bezeichnet. Diese spezielle materielle Kultur mit Verzierungen im skythischen Tierstil, eisernen Kurzschwertern, Lamellenpanzern, Bronzekesseln mit hohem Standfuß (typisch für die Saken), speziellen Formen der Trensenknebel, Katakombengräbern unter Grabhügeln (Kurganen) und anthropomorphen Großplastiken ist jedoch über ein wesentlich weiteres Gebiet verbreitet.
Während die meisten russischen und ukrainischen Archäologen den Begriff Skythen auf Funde zwischen dem Bug und dem Kuban und an der Küste des Asowschen Meeres beschränken, also dem Gebiet, in dem nach Herodot Stämme lebten, die sich selbst als Skythen bezeichneten, wird der Begriff im Westen meist auf die gesamte nordpontische (nördlich des Schwarzen Meeres) und westsibirische reiternomadische Kultur der frühen Eisenzeit übertragen und umfasst damit mit Sicherheit auch Stämme, die sich selbst nicht als Skythen bezeichneten.
Die materielle Kultur, die traditionell den Kimmerern zugeschrieben wird (Funde bei Tschernogorowka – heute Ortsteil von Siwersk – und Nowotscherkassk), endet im 7. Jahrhundert v. Chr. abrupt und wird durch skythische Funde abgelöst. Dies stützt die Angaben Herodots über den Einfall der Skythen, die nach Meinung einiger Forscher aus dem Altai-Gebiet gekommen sein sollen. Seit dem 7. Jahrhundert finden sich auch in der Koban-Kultur des nördlichen Kaukasus deutliche skythische Einflüsse.

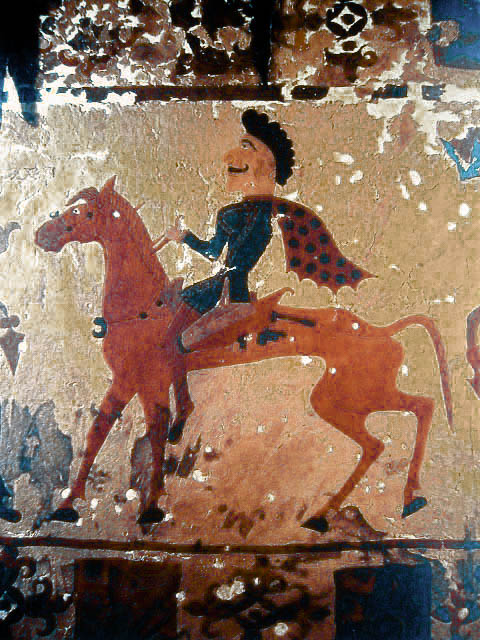
Darstellung eines Reiters aus Pazyryk, ca. 300 v. Chr.

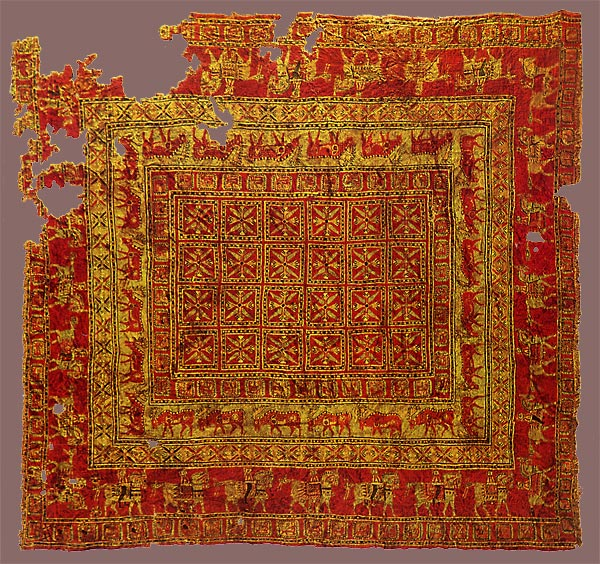
Der im Permafrostboden konservierte Pasyryk-Teppich, der älteste erhaltene Teppich der Welt, ebenfalls mit Tierstil-Motiven

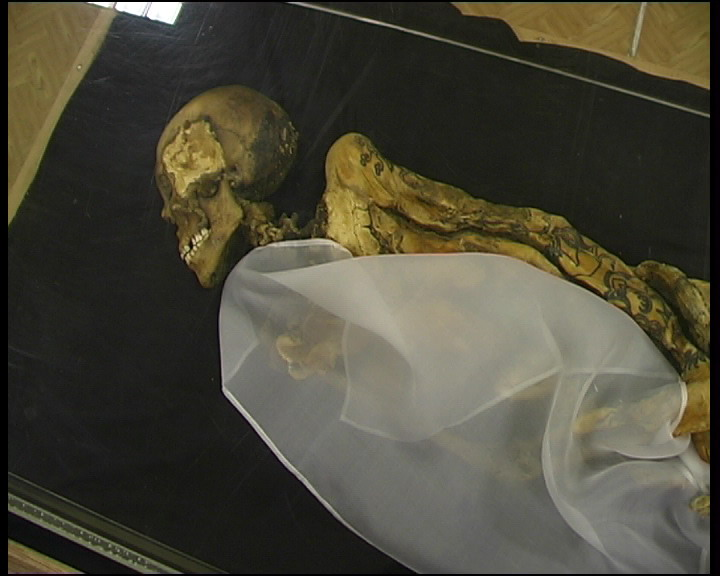
„Prinzessin von Ukok“ – eine mit Tiersymbolen tätowierte Mumie, National-Museum der Republik Altai. Sie wurde 1993 in einem Kurgan bei Kosch-Agatsch von Natalja Polosmak ausgegraben.

Die archäologischen Funde stammen vor allem aus Ausgrabungen von Grabhügeln (Kurgane), die unter anderem Gold, Seide, Waffen, Pferde und Bestattungen enthielten. Ein unversehrter Kurgan wurde im Juli 2001 im Tal der Zaren bei Aržan in der südsibirischen Republik Tuwa entdeckt. Der Sensationsfund mit Tausenden von Goldobjekten gelang dem deutschen Archäologen Hermann Parzinger aufgrund von Reiseberichten über Kurgane von Reisenden des 18. Jahrhunderts. Der teilweise sehr gute Erhaltungszustand der Überreste, wie in den Kurganen von Pazyryk oder in denen von Berel, ist Mumifizierungstechniken und dem sibirischen Permafrost zu verdanken. Russische Archäologen berichteten 2024 über Hinweise auf skythische Menschenopfer in einem Pferdebegräbnis aus dem 9. Jahrhundert v. Chr. in Tuwa in der Nähe der mongolischen Grenze.
Im Sommer 2006 wurde im Permafrostboden des Altaigebirges in Tuwa von Hermann Parzinger und Mitarbeitern des Deutschen Archäologischen Instituts in Kooperation mit russischen Archäologen aus einer Grabkammer die Eismumie eines skythischen Reiterkriegers geborgen. Ihr Alter wurde auf 2500 Jahre geschätzt. Außerdem liegen dendrochronologische Daten der Kammer vor. Die Mumie trug einen prächtigen Pelzmantel und einen kunstvoll verzierten und vergoldeten Kopfschmuck. Auch ein Kompositbogen ist erhalten.
Archäologische Belege für eine skythische Präsenz in Kleinasien, von der sowohl griechische als auch assyrische Quellen berichten, sind, abgesehen von dreiflügligen Pfeilspitzen (siehe unten), spärlich. Ein Grab aus İrminler, Provinz Amasya am Südrand des Pontus enthielt neben 21 zweiflügligen Bronzepfeilspitzen ein eisernes Langschwert mit herzförmigem Heft, einen Streitpickel, wie er für das Altai-Gebiet typisch ist, einen goldenen Armreif und eine Trensenstange. Die Grabkammer war mit einer Trockenmauer eingefasst und 2,8 m lang. Die Bestattung war modern gestört, enthielt aber Knochen von Menschen und Pferden. Ein weiterer Fund aus dem Schwarzmeergebiet (Provinz Amasya) geht auf Raubgrabungen zurück und ist ohne genauen Fundort. Hier lagen 250 zweiflüglige Pfeilspitzen in einem Grab. Die Gräber werden in das 7. und frühe 6. Jahrhundert datiert. Auch hier ist aber nicht sicher zu sagen, ob es sich um kimmerische, skythische oder sarmatische Krieger handelt; das Langschwert spricht vielleicht eher für letztere. Der Goldschatz von Ziwiye (Iran) aus einem Grab aus der zweiten Hälfte des 7. Jahrhunderts enthält sowohl skythische als auch rein vorderasiatische Gegenstände, die vermutlich Kriegsbeute darstellen. Auch die Nekropole von Sé Girdan im Uschnu-Tal scheint skythische Elemente zu enthalten.
Manche Archäologen wie Johannes A. H. Potratz nehmen einen skythischen Einfluss auf die assyrische Bewaffnung an, so im Falle der mondsichelförmigen Trensenknebel und der Bogenfutterale.
Ab dem 6. Jahrhundert finden sich griechische Importe im Gebiet der Skythen, besonders rhodische Weinkrüge (Oinochen). Schwarz- und besonders rotfigurige Vasen aus Athen zeigen umgekehrt skythische Bogenschützen, die an ihrer enganliegenden Kleidung mit Hosen und den spitzen skythischen Mützen zu erkennen sind. Oft benutzten sie einen Reflexbogen, der jedoch auch zur Bewaffnung der Griechen gehörte (zum Beispiel Äginetenfries). Diese Darstellungen wurden als Beleg dafür gesehen, dass die Skythen athenischen Vasenmalern aus eigener Anschauung vertraut waren. Man nahm an, dass diese als Leibwache des Tyrannen Peisistratos und seiner Söhne in Athen weilten. Die Schriftquellen kennen jedoch nur thrakische Söldner und sogenannte „wolfsbeinige“ Sklaven.
Inschriften aus Olbia und dem Bosporanischen Reich überliefern Details zu Feldzügen gegen die Skythen. König Kanita (3. Jahrhundert) prägte in Istros, Skiluros (2. Jahrhundert) in Olbia Münzen.
Seit dem 2. Jahrhundert wird es immer schwieriger, die skythische und sarmatische materielle Kultur zu trennen. Vermutlich kam es zu einer allmählichen Assimilation. Eine genaue archäologische Abgrenzung zu den für Mittelasien überlieferten, aber aufgrund erhaltener Inschriften iranischsprachigen Saken ist ab dieser Zeit ebenfalls schwierig.

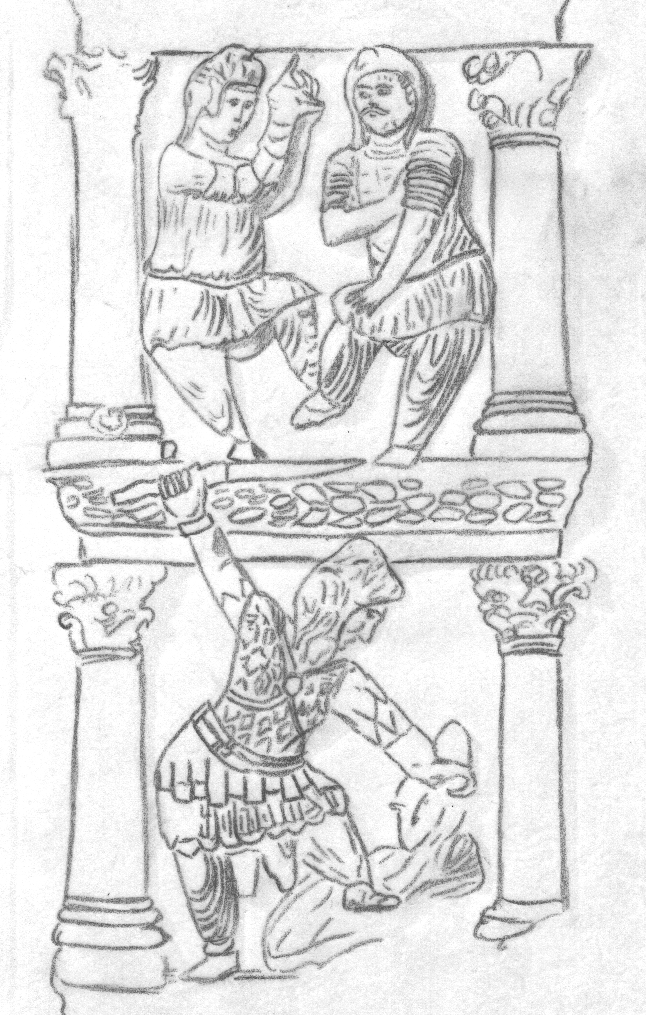
Relief tanzender Indo-Saken aus Swat (heute Pakistan), Gandhara-Kultur

Der Name der iranisch-afghanischen Region Sistan leitet sich von Sakistan ab, nach den Saken, die sich dort vor 120 v. Chr. ansiedelten.
Eine sakische Stammesföderation wanderte im 1. Jahrhundert v. Chr. aus dem östlichen Mittelasien nach Indien ein und begründete dort die kurzlebige Indo-Skythische Dynastie. Eine Anmerkung auf einer alten Stele der Ashoka-Edikte anlässlich einer Staudammreparatur im Jahr 150 v. Chr. schrieb Rudradamana, ein Reichsleiter der Saken. Sie gilt als erstes schriftliches Zeugnis des Sanskrit.
Die Indo-Saken, von griechischen Geografen ihrer Zeit „Indo-Skythen“ genannt, wurden in Nordwestindien in die Adels- und Krieger-Kaste der Kshatriya integriert und allmählich sprachlich assimiliert, behielten aber länger eigene Bräuche und religiöse Kulte. Nach Zerstörung des indo-skythischen Reiches durch die Kuschana gründeten Indo-Saken in Westindien das unabhängige Reich der Westlichen Satrapen (ca. 35–405 n. Chr.; ihre aus dem Persischen stammende Bezeichnung Kshatrapa/Satrap bezeichnete ursprünglich einen Provinzgouverneur, entwickelte sich hier aber zu einem Herrschertitel.)

### Alte DNA

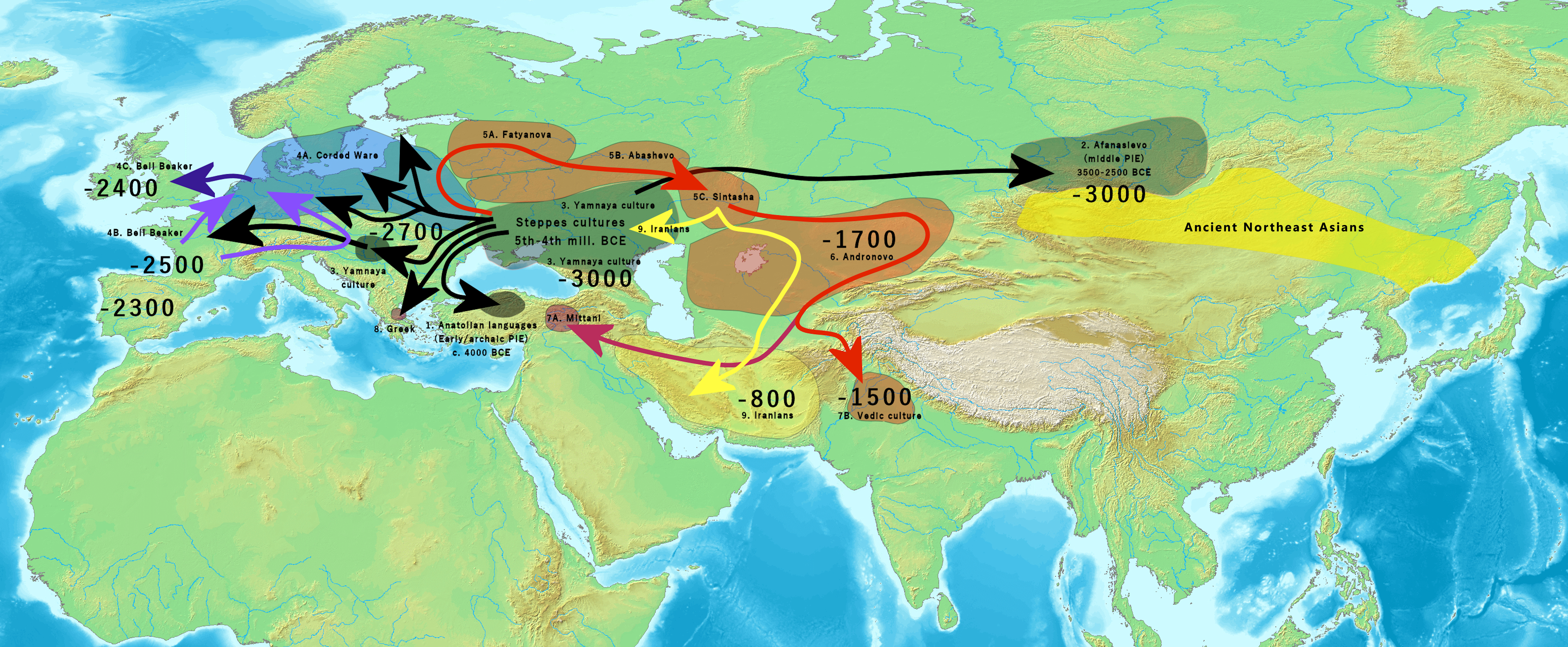
Die Ethnogenese der Skythen in der frühen Eisenzeit steht im Zusammenhang mit der früheren Ausbreitung der Indogermanen in der Bronzezeit, und im Speziellen mit den Iranischen Völkern

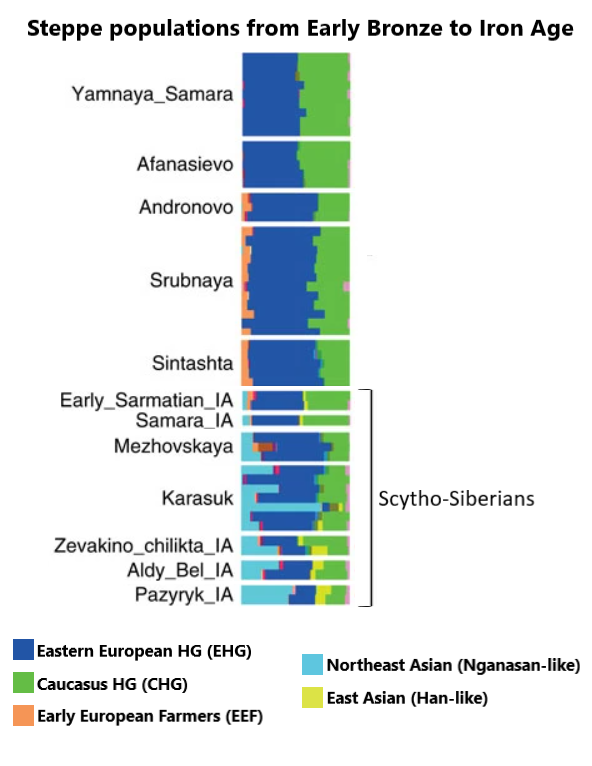
Die genetische Zusammensetzung verschiedenen westlichen (Sarmatian, Samara, und Mezhovskaya) und östlichen (Karasuk, Zevakino Chilikta, Aldy Bel, und Pazyryk) Skythen.

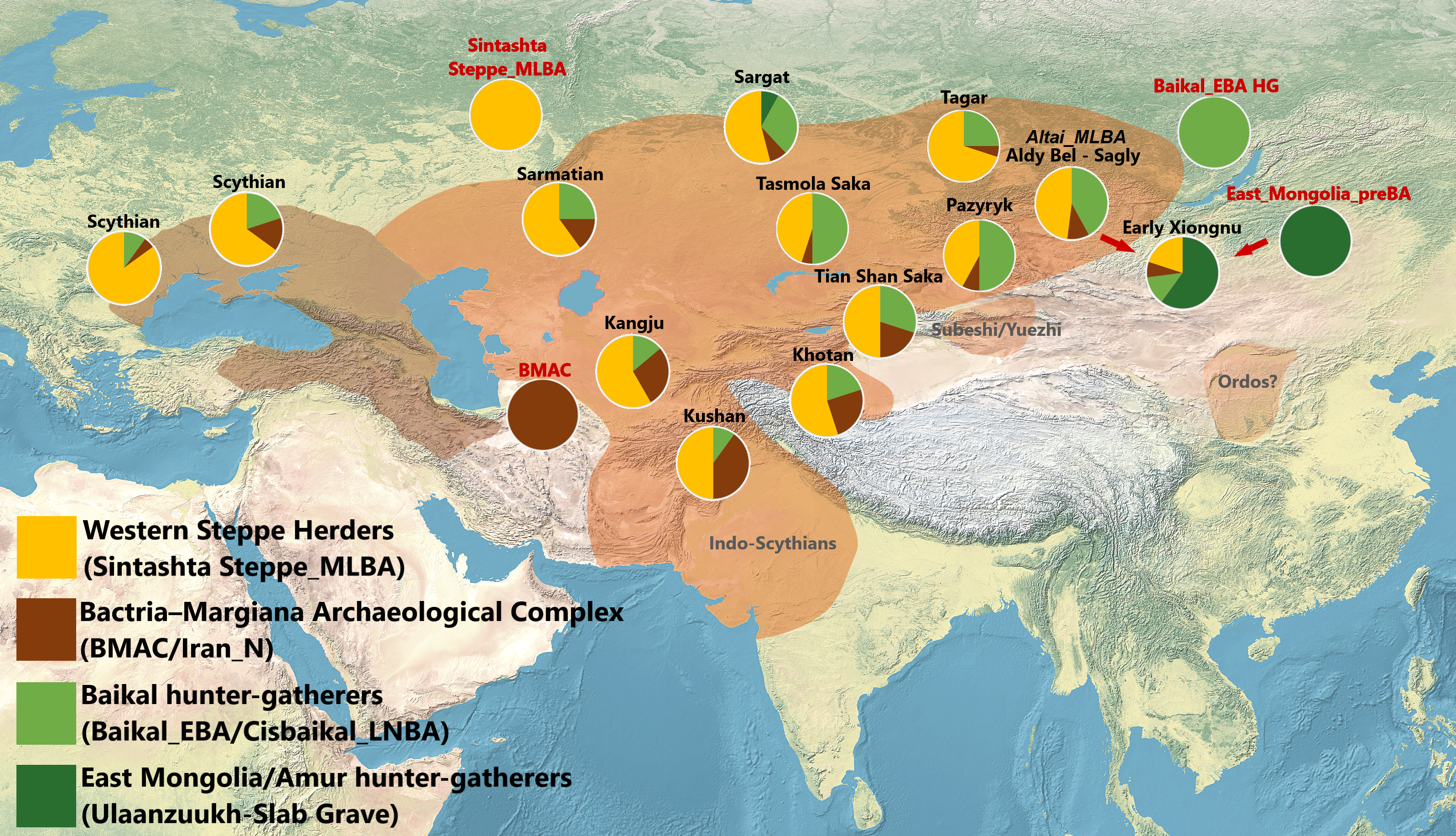
Die Völker des skythischen Kulturhorizontes bildeten sich mehrheitlich aus den 'Westlichen Steppenhirten' und den Menschen der Oasenkultur heraus, sowie, speziell im östlichen Teil Zentralasiens und um das Altai-Gebirge, von Jägern und Sammlern der Baikalseeregion.

Genetische Studien an Proben aus skythischen Gräbern geben Einblick in deren Ethnogenese. Demnach stammen die verschiedenen skythischen Stämme der Eurasischen Steppe, unter anderem die in Europa eigentlich als Skythen bekannten Nomaden der Ukraine, sowie die in Zentralasien beheimateten Sarmaten, Alanen, und Saken, aber auch die im Altai-Gebirge wohnhaften Stämme der Aldy-Bel, Sagly-Baschi und Pasyryk, und deren Kulturen mehrheitlich von den „Westlichen Steppenhirten“ der Sintaschta-Kultur sowie der älteren Jamnaja-Kultur ab, und stehen im Kontext der Ausbreitung der Indogermanischen Völker während der Bronzezeit, im Speziellen der 'östlichen Iranischen Völker' während der frühen Eisenzeit.
Die Skythen als Ganzes waren aber kein einheitliches Volk. Während alle skythischen Stämme als Nachfahren der 'Westlichen Steppenhirten' anzusehen sind, unterscheiden sich verschiedene skythische Kulturen je nach geographischer Lage in ihrer genetischen Zusammensetzung. Diese regionalen Unterschiede werden auf Kontakt mit lokalen nicht-skythischen Bevölkerungen und späteren Migrationsbewegungen innerhalb der Eurasische Steppe zurückgeführt. So hatten 'westliche Skythen' (unter anderem Sarmaten) in Zentralasien (Kasachensteppe) auch etwa 15–20 % Genom von der Bevölkerung der Oasenkultur des südlichen Zentralasiens, sowie zwischen 0 und 10 % Genom von Jägern und Sammlern des südlichen Sibiriens und der Baikalseeregion. Im Gegensatz zu den 'westlichen Skythen', welche trotz ihrer weiten geographischen Verbreitung relativ homogen waren, zeigten 'östliche Skythen' der Altai-Region und der westlichen Mongolei eine stärkere Heterogenität auf. 'Östliche Skythen' hatten demnach etwa 6–20 % Genom von der Bevölkerung der Oasenkultur des südlichen Zentralasiens, sowie etwa 20–50 % Genom von Jägern und Sammlern des südlichen Sibiriens und der Baikalsee-Region. Die 'Baikal Jäger und Sammler' Komponente steht möglicherweise in Verbindung zu den Jenisseisch-sprachigen Völkern Sibiriens.
Die ostiranischen Saken, welche zusammen mit der Pasyryk-Stufe und der Sagly-Baschi-Kultur dem „skythisch-sakischen Kulturhorizont“ zugerechnet werden, spielten später eine Rolle in der Ethnogenese der Xiongnu, oder hatten zumindest großen Einfluss auf die frühen Xiongnu. Die iranischsprachigen Stämme wurden möglicherweise innerhalb des Xiongnureichs schrittweise von einer turksprachigen Bevölkerungsgruppe assimiliert.
Die Mehrheit der Skythen trug die väterliche Haplogruppe R1a, R1b, sowie J. Die 'östlichen Skythen', speziell in der Pasyryk- und Aldy-Bel-Kultur trugen neben Haplogruppe R1a auch Haplogruppe Q und N.

## Geschichte

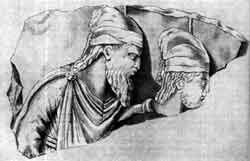
Skiluros (links) und sein Sohn und Nachfolger Palakos, Relief aus Neapolis, dem heutigen Simferopol (2. Jahrhundert v. Chr.)

Im 8. Jahrhundert v. Chr. fielen die Skythen in die Gebiete nördlich und östlich des Schwarzen Meeres ein und verdrängten die Kimmerer. Zwischen 630 und 625 v. Chr. unternahmen die Skythen einen Vorstoß nach Vorderasien und Raubzüge bis nach Palästina. Herodot berichtet, wie sie durch Psammetich I. (670–626) gegen Lösegeld zum Abzug bewogen wurden. Auf dem Rückweg sollen sie Aschkelon geplündert und zerstört haben. 609 berichten babylonische Quellen, dass die Skythen in das Gebiet von Urartu eingedrungen seien, 608 wird von skythischen Ansiedlungen am Oberlauf des Tigris berichtet. Der Fall von Urartu im letzten Drittel des 7. Jahrhunderts v. Chr. wird daher auch auf Skythen zurückgeführt, wahrscheinlich aber als Verbündete des Medischen Reiches. Angaben Herodots über die Zerstörung Urartus durch Meder und Überlegungen zur Chronologie des Mächteverhältnisses in der Region lässt Forscher die Zerstörung Urartus aber hauptsächlich dem Medischen Reich zuschreiben. In den Brandschichten von Bastam, das allerdings schon Mitte des 7. Jahrhunderts v. Chr. zerstört wurde, und von Tušpa (Van), Toprakkale, Teišebai URU (Kamir Blur) bei Jerewan und Argištiḫinili fanden sich dreiflügelige Bronzepfeilspitzen und „skythisches“ Pferdegeschirr. Manche Forscher nehmen allerdings an, dass die Pfeilspitzen in Teischebani, die nicht in den Mauern, sondern in Vorratsräumen gefunden wurden, auf die Anwesenheit skythischer Söldner hinweisen. Vermutlich waren an der Eroberung von Urartu also auch Meder und transkaukasische Stämme beteiligt. Diese Feldzüge wurden vermutlich aus dem Kuban-Gebiet und dem nördlichen Kaukasus unternommen. Im Gebiet um Krasnodar und Stawropol wurden zahlreiche reich ausgestattete skythische Kurgane gefunden (zum Beispiel Ul’skij Aul mit über 400 Pferdebestattungen). Hier lokalisieren manche russische Forscher, wie zum Beispiel V. Murzin, das aus assyrischen Quellen belegte Reich Iškuza.
612 v. Chr. eroberten die Meder zusammen mit den Babyloniern und den Skythen Ninive. Nach der Babylonischen Chronik eroberten die Skythen 609 Ägypten. Mit dem Beginn der Mederherrschaft (612 und 605 v. Chr.) ging der skythische Einfluss im vorderen Orient zurück. Herodot berichtet, die Skythen hätten 28 Jahre lang ganz Asien regiert, von dem Sieg des Madyes über den Medier Phraortes bis zur Niederlage gegen die Medier unter Kyaxares II. (624–585) im Jahr 594 v. Chr., der bei einem Gastmahl ihre Abgesandten umbringen konnte. Grakow erwägt allerdings, diesen Vorfall in die Regierungszeit von Astyages zu verlegen. Zu dieser Zeit war Madyes, Sohn des Protothyes Führer der Skythen. Danach zogen sich die Skythen nach Norden zurück. Manche Forscher setzen die verstärkte Besiedlung des nördlichen Schwarzmeerraumes erst in diese Zeit. 515/514 v. Chr. unternahm der Perserkönig Dareios I. der Große mit einer mehrere hunderttausend Mann starken Armee einen erfolglosen Feldzug gegen die Skythen, deren Ostgrenze zu dieser Zeit am Don lag. Im ausgehenden 6. und 5. Jahrhundert steigt die Zahl der reichen Bestattungen im Dneprgebiet stark an.
Einer der bekanntesten Könige der Skythen war Atheas, der im Westen bis an die Donau vordrang und 339 v. Chr. hochbetagt gegen Philipp II. von Makedonien zu Felde zog und fiel. 331 führten die Makedonen unter Zopyrion einen weiteren Krieg gegen die Skythen. Sie stießen bis Olbia vor, konnten die Stadt aber nicht einnehmen und wurden auf dem Rückzug vernichtend geschlagen. In der Folge siedelten sich die Skythen in der Dobrudscha an. Alexander begann 330 Freundschaftsverhandlungen mit den Skythen, plante aber Arrian (Anabasis, 4,1) zufolge einen Feldzug zur Eroberung des nördlichen Schwarzmeergebietes und die Gründung einer Stadt am Tanais. Die Skythen boten ihm eine Heirat mit einer skythischen Prinzessin an, die er jedoch ablehnte. Im Jahre 329 kam es zu einem Zusammenstoß mit den Massageten in Baktrien, bei dem die makedonischen Truppen unter Krateros siegreich blieben. 323 wurde eine skythische Delegation in Babylon erwähnt.
Ab dem 4. Jahrhundert v. Chr. wurden die Skythen zunehmend von den Sarmaten verdrängt. Auch Klimaveränderungen werden jedoch für den Niedergang der Skythen verantwortlich gemacht. Auf der Krim, um die von König Skiluros gegründete neue Hauptstadt Neapolis bei Simferopol konnten sie sich noch bis ins 3. Jahrhundert n. Chr. halten. Skiluros und sein Sohn Palakos konnten ihrem Reich Teile des Bosporanischen Reiches angliedern. In dem daraus entstehenden Konflikt mit Mithridates VI. (122–63 v. Chr.) verbündeten sich die Skythen mit dem roxolanischen König Tasius. Diophantes unterwarf die Krim jedoch zwischen 110 und 107 dem Pontischen Reich. Es kam zu einem Aufstand unter Saumakos, den Diophantes jedoch niederwerfen konnte. Ein erneuter Aufstand zwischen 89 und 84 war zunächst erfolgreich. 80 schlug Neoptolemos jedoch die skythische Flotte und besetzte Olbia und Tyras. Augustus erwähnt in seiner Autobiographie eine Gesandtschaft der Skythen. Sie kämpften zu dieser Zeit gegen Chersones und das Bosporanische Reich.
Die letzten, stark sarmatisierten Skythen wurden schließlich von den Goten in der zweiten Hälfte des 3. Jahrhunderts nach Christus vernichtet.

## Sozialstruktur
Nach Herodot waren die Skythen von Königen beherrscht und hielten Sklaven, die sie blendeten und zur Milchverarbeitung einsetzten. Die Diener der Könige stammten aus den weniger angesehenen Stämmen und wurden mit ihnen bestattet.

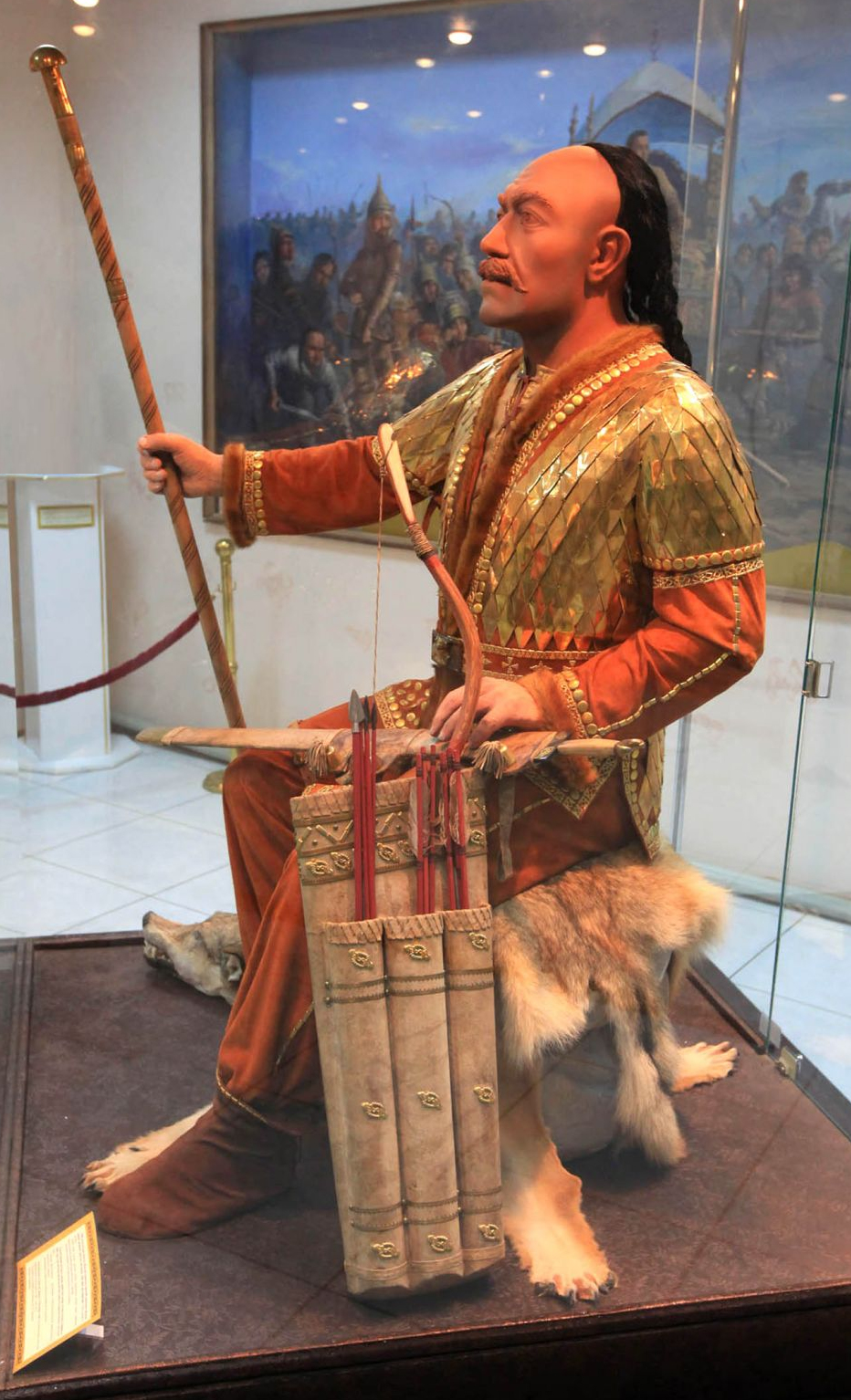
Sarmatischer Herrscher aus Araltobe

Nach Lukian von Samosata wurde die soziale Stellung durch den Viehbestand bestimmt. Sogenannte „Achtfüßige“ – das sind Leute, die nur zwei Ochsen besaßen – standen an unterster Stelle. Pindar erwähnt sogar Skythen, die weder Vieh noch Wagen besaßen und denen deshalb die Bürgerrechte fehlten. Er kennt auch eine Aristokratie, die pilophorioi, also die Träger von Filzmützen.
Laut Herodot kannten die Skythen eine Form des Schwitzrituals, ähnlich dem der nordamerikanischen Lakota-Indianer. Dabei wurden ganze Hanfpflanzen auf den Steinen verräuchert.

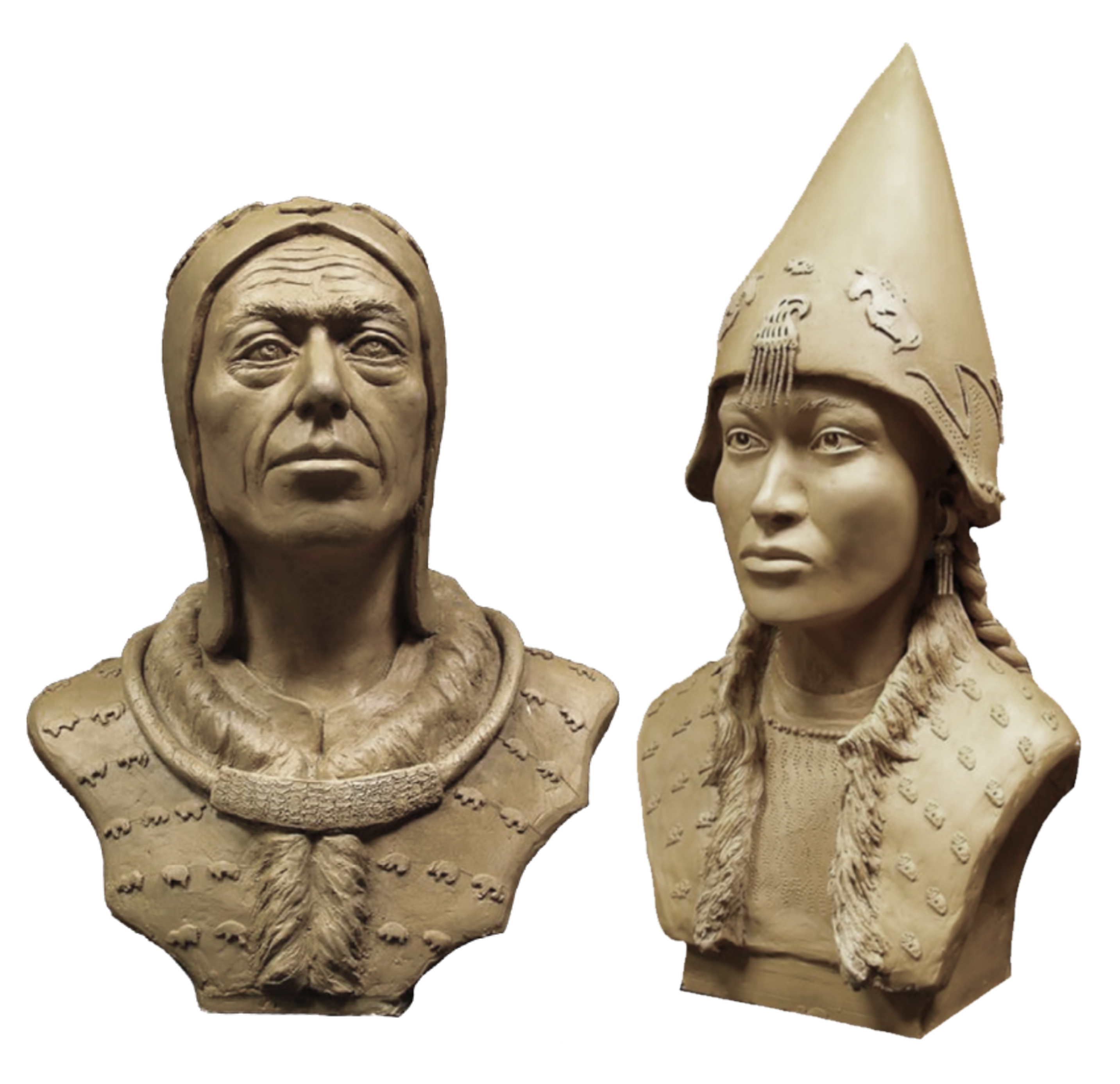
Forensische Rekonstruktion eines skythischen Königspaares aus Arzhan im heutigen Tuwa.

Im Weiteren berichtet Herodot über den Brauch der Skythen, sich bei Trauerfeierlichkeiten das Gesicht zu zerschneiden. Dieser Brauch ist auch später bei den Mongolen und Türken feststellbar.

## Sprache
Die Sprache der Skythen wird gemeinhin zur altnordostiranischen Gruppe des Indogermanischen gerechnet. Die Sprache ist aber nur sehr bruchstückhaft überliefert.
Herodot überliefert einige Wörter der skythischen Sprache in seinen Etymologien der Völkernamen Arimaspoi ‚Einäugige‘ (4,27) und Oiorpata ‚Männertöterinnen‘ (4,110). Die Bestandteile dieser Namen lassen sich jedoch nur schwer identifizieren. Die meisten Forscher deuten ΟΙΟΡ (Oior) als iranisch vīra- ‚Mann, Held‘, während ΠΑΤΑ (Pata) vielleicht eine Verschreibung für ΜΑΤΑ darstellt, von iranisch mar, ‚töten‘.
Herodot führt zusätzlich eine Reihe von Personen-, Götter- und Völkernamen an: beispielsweise die mythischen Vorfahren Lipoxais, Arpoxais und Kolaxais, deren Namen wahrscheinlich das iranische Wort xšāy- ‚herrschen‘ enthalten; die Vorderglieder sind dagegen dunkler. Askold Ivančik vermutet *ripa- ‚(mythischer) Berg‘, āfra- (Nordostiran. *ārfa-) ‚Wasser‘ und xvarya- (Nordostiran. *xola-) ‚Sonne‘. Laut Herodot sind diese drei Männer die Vorfahren von vier skythischen Stämmen: Auchatai, Katiaroi + Traspies und Paralatai, deren Namen Ivančik von wahu- ‚gut, heilig‘, hu-čahr-ya- ‚mit guten Weiden‘, drv-asp- ‚mit festen Pferden‘ und para-dāta- ‚vorgesetzt‘ herleitet und im Rahmen des Dumézil'schen Systems der drei Funktionen erklärt.
Dass die Skythen tatsächlich eine Sprache des nordöstlichen Zweiges der iranischen Sprachgruppe hatten, wird auch dadurch indiziert, dass die Sauromaten laut Herodot eine korrupte Form (also einen Dialekt) der skythischen Sprache verwendeten. Die Sauromaten wiederum werden mit den später auftauchenden Sarmaten gleichgesetzt, die als Sprecher einer iranischen Sprache gelten. In den späten griechischen Inschriften der Kolonien der nördlichen Schwarzmeerküste sind rund 300 iranische Namen überliefert, die sich nur durch sarmatischen Einfluss erklären lassen. Diese Namen zeigen gewisse geografische Unterschiede in der Lautentwicklung, was mutmaßlich auf die Existenz eines westlichen (= skythischen?) und eines östlichen (= sarmatischen?) Dialekts deutet.
Mit anderen Worten bildeten das Skythische, das Sarmatische und das Sakische im Altertum ein sprachliches Kontinuum, aus dem später auch das Sogdische†, das Alanische† und das Ossetische erwuchsen.

## Einfluss auf Mitteleuropa
Ob bzw. inwieweit die Skythen nach Mitteleuropa vordrangen, ist äußerst umstritten. Archäologisch lassen sich diese Einfälle nicht sicher belegen. In den hallstattzeitlichen Siedlungen von Smolenice-Molpír (Slowakei), in Ungarn sowie im Gebiet der Billendorfer Kultur im heutigen Polen (Wiscina (Witzen) und Kamieniec) wurden Brandhorizonte nachgewiesen, die dreiflügelige Pfeilspitzen enthielten. Diese dreiflügeligen Pfeilspitzen werden gerne als Beleg für die Anwesenheit der Skythen herangezogen. Solche Pfeilspitzen wurden jedoch auch von anderen Reiternomaden verwendet, auch solchen, die in römischen Diensten standen. Der Goldschatz von Vettersfelde mit Artefakten im skythischen Stil könnte von der Anwesenheit eines skythischen Fürsten zeugen, aber auch Beutegut darstellen.

### Allgemeines
- St. John Simpson, Svetlana Pankova (Hrsg.): Scythians. Warriors of ancient Siberia. Thames & Hudson, London 2017.